# David Chang
Vous pouvez aider à l'améliorer ou bien discuter des problèmes sur sa page de discussion.
- Il ne cite pas suffisamment ses sources. Vous pouvez indiquer les passages à sourcer avec {{référence nécessaire}} ou {{Référence souhaitée}}, et inclure les références utiles en les liant aux notes de bas de page. (Marqué depuis avril 2024)
- Certaines informations devraient être mieux reliées aux sources mentionnées dans la bibliographie ou les liens externes. Améliorez sa vérifiabilité en les associant par des références. (Marqué depuis avril 2024)
- Il ne s’appuie pas, ou pas assez, sur des sources secondaires ou tertiaires. (Marqué depuis avril 2024)

- Archive Wikiwix
- Bing
- Cairn
- DuckDuckGo
- E. Universalis
- Gallica
- Google
- G. Books
- G. News
- G. Scholar
- Persée
- Qwant
- (zh) Baidu
- (ru) Yandex
- (wd) trouver des œuvres sur Wikidata

Pour les articles homonymes, voir Chang.
David Chang (en coréen : 장석호, Chang Seok-ho) est un chef cuisinier coréano-américain né le 5 août 1977 en Virginie. Il est le propriétaire du groupe Momofuku, qui comprend onze restaurants. Il inaugure un restaurant à Sydney en 2009, le « Momofuku Seiōbo in The Star ». Il possède de nombreux restaurants à New York.
Il apparaît dans les deux premières saisons de Treme, série télévisée de la chaîne HBO dans son propre rôle et est l'instigateur principal de la série Affreusement Bon sur Netflix.